# Хробак Моріса

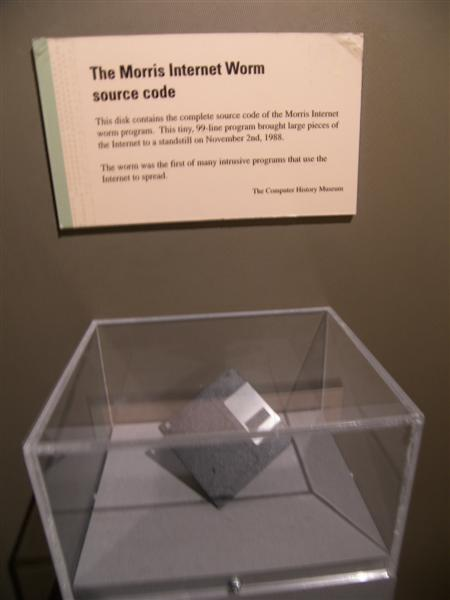
Дискета з кодом черв'яка Моріса; зберігається в музеї науки в Бостоні

Хробак Моріса (англ. Morris worm) або інтернет-хробак 2 листопада 1988 (англ. Internet worm of November 2, 1988) — один із перших мережевих хробаків, який розповсюджувався через Інтернет. Він паралізував роботу шести тисяч інтернет-вузлів у США. Пізніше в ЗМІ цей хробак був названий хробаком Моріса за ім'ям його автора (аспіранта факультету Обчислювальної техніки Корнелльського університету Роберта Теппена Моріса). Хакери ж прозвали його «великим хробаком».
Епідемія вразила близько шести тисяч вузлів ARPANET. В інститут Берклі були запрошені найкращі фахівці з комп'ютерної безпеки того часу для нейтралізації наслідків шкідливої дії вірусу. Аналіз коду програми не виявив ані логічних бомб, ані деструктивних функцій.

## Дія хробака
Хробак, всупереч розрахункам творця, буквально наповнив собою увесь мережевий трафік ARPANET.
При скануванні комп'ютера черв'як визначав, чи інфікований вже комп'ютер чи ні, і випадковим чином обирав, чи перезаписати існуючу копію, щоб убезпечитися від трюку з підробленою копією, внесеної системними адміністраторами. З певною періодичністю програма так чи інакше перезаписувала свою копію. Занадто маленьке число, задане Робертом для опису періодичності, і послужило причиною першої в світі епідемії мережевого хробака.
Незначна логічна помилка в коді програми призвела до руйнівних наслідків. Комп'ютери багаторазово заражалися хробаком, і кожен додатковий примірник уповільнював роботу комп'ютера до стану відмови від обслуговування, вщент вичерпуючи ресурси комп'ютера.
Черв'як використовував давно відомі вразливості в поштовому сервері Sendmail, сервісах Finger, rsh / rexec зі підбором паролів по словнику (брутфорсинг). Словник був невеликий — усього лише десь 400 ключових слів, але якщо врахувати, що в кінці 1980-x про комп'ютерну безпеку мало хто замислювався і ім'я облікового запису (зазвичай реальне ім'я користувача) часто збігалося з паролем, то цього було достатньо.
Хробак використовував також маскування, щоб приховати свою присутність в комп'ютері: він видаляв свій файл, який виконував, перейменовував свій процес в sh і кожні три хвилини розгалужувався.
За задумом автора хробак повинен був інфікувати тільки VAX-комп'ютери з операційними системами 4BSD і Sun 3. Однак кросплатформний C-код дав черв'якові можливість запускатися і на інших комп'ютерах.

## Наслідки
Збиток від хробака Моріса був оцінений приблизно в 96,5 мільйонів доларів.
Сам Моріс добре законспірував код програми, і навряд чи хто міг довести його причетність. Проте його батько, комп'ютерний експерт Агентства Національної Безпеки, вирішив, що синові краще у всьому зізнатися.
На суді Роберту Морісу загрожувало до п'яти років позбавлення волі та штраф у розмірі 250 тисяч доларів, проте, беручи до уваги пом'якшувальні обставини, його засудили до трьох років умовно, 10 тисяч доларів штрафу і 400 годин громадських робіт.
Масове ураження комп'ютерів показало, наскільки небезпечно беззастережно довіряти комп'ютерним мережам. Згодом були вироблені нові посилені норми комп'ютерної безпеки, що стосуються безпеки коду програм, адміністрування мережевих вузлів і вибору захищених паролів.